# Itamuton occidens
Itamuton occidens är en stekelart som först beskrevs av Porter 1985.  Itamuton occidens ingår i släktet Itamuton och familjen brokparasitsteklar. Inga underarter finns listade i Catalogue of Life.